# Final Fantasy V
Final Fantasy V (ファイナルファンタジーV Fainaru Fantajī Faibu?) är den femte delen i spelserien Final Fantasy från Squaresoft. Detta spel återanvänder "Job"-systemet från Final Fantasy III, men i något mer komplex tappning.

## Handling
Onda makter svävar omkring i världen och förstör de legendariska kristallerna. Vinden slutar blåsa, vattnet blir vilt, elden slutar brinna och jorden torkar. För att sätta stopp på det onda och återbygga kristallerna igen, så är det upp till krigaren Bartz, prinsessan Lenna, piratdrottningen Faris och den mystiske Galuf (senare ersatt av barnbarnet Krile) att besegra ondskan och rädda världen.

## Spelbara figurer

### Bartz Klauzer
Bartz är en ung krigare som rider på en egen Chocobo som han kallar för "Boko". I början av spelet upptäcker han en meteorit som kraschar nära Castel Tycoon och möter senare Lenna och Galuf. Han förlorade sin mamma när han var liten och när han blev äldre så blev hans pappa svårt sjuk och avled.

### Lenna Charlotte Tycoon
Lenna är en prinsessa och tronarvinge till Castel Tycoon och var med om meteoritkraschen. I början av spelet vill hon söka upp sin far som blivit spårlöst försvunnen efter att ha farit till Wind Shire för att undersöka vad händelserna där. I början av spelet är hon nästan på väg att bli kidnappad av två "Goblins" men räddas av Bartz.

### Faris Scherwiz
Faris är en piratdrottning och bor i ett högkvarter tillsammans med sitt sjörövarband. Hon tillfångatar Bartz, Lenna och Galuf efter att de försöker stjäla hennes skepp, men friger dem efter att hon hade upptäckt att Lenna har en likadan amulett som hon. Senare i spelet förklaras hon vara storasyster till Lenna och ha det egentliga namnet Sarissa.

### Galuf Halm Baldesion
Galuf är en gammal mystisk man som är med om kraschen av meteoriten. I början av spelet hittar Bartz och Lenna honom bredvid meteoriten, medvetslös och lidande av minnesförlust. Senare i spelet dör han framför de andra efter att ha försökt rädda Krile och de andra från Exdeath, huvudantagonisten.

### Krile Mayer Baldesion
Krile är barnbarn till Galuf och dyker upp senare i spelet. När hennes föräldrar där, så tog Galuf väl hand om henne och lärde henne använda magi.
Då Lennas pappa är under kontroll av Exdeath och anfaller gruppen, så bryter sig Krile in och bryter kontrollen genom att använda en blixtkraft mot honom, vilket räddar sällskapet.